# Freakeys
Freakeys es una banda instrumental proveniente de Brasil de metal progresivo formada en el año 2006 por los miembros de Angra y Hangar. El nombre es una combinación de freak y keys, siendo el tecladista Fábio Laguna el compositor del álbum.
Este álbum es comparado con Liquid Tension Experiment, no solamente por su estilo musical, sino que todos sus miembros son de Angra a diferencia de Eduardo Martínez. Aunque una diferencia notable del álbum es todos los temas fueron compuestos por Fabio Laguna, a diferencia de Liquid Tension Experiment, que todos los temas fueron compuestos por todos los integrantes juntos.

## Track List
Todos los temas están compuestos por Fabio Laguna:
1. One Cup, One Lighter, One Jack (3:41)
2. Beetle Dance (5:41)
3. The Dream Seller (4:37)
4. Golden Bullet (5:05)
5. Gallamawhat?! (4:51)
6. Zoo Zoe (4:31)
7. Freakeys (4:36)
8. One More Coffee (5:09)
9. Requiem Aeternam (4:34)
10. Rucula 'N' Rum (5:22)

## Miembros
- Fábio Laguna (Angra, Hangar) - teclado

- Aquiles Priester (Angra, Hangar) - batería

- Felipe Andreoli (Angra, Karma) - bajo

- Eduardo Martinez (Hangar, Lápide) - guitarra

- Datos: Q8962738